# Фаннин (округ, Техас)
Округ Фаннин (англ. Fannin County) расположен в США, штате Техас. На 2000 год численность населения составляла 31 242 человек. По оценке бюро переписи населения США в 2009 году население округа составляло 32 999 человек. Окружным центром является город Бонем.

## История
Округ Фаннин был сформирован в 1837 году.

## География
Согласно данным Бюро переписи населения США площадь округа Фаннин составляет 2308 км².

### Основные шоссе
- Шоссе 69
- Шоссе 82
- Автострада 11
- Автострада 34
- Автострада 50
- Автострада 56
- Автострада 78
- Автострада 121

### Соседние округа
- Брайан, Оклахома (север)
- Ламар (восток)
- Делта (юго-восток)
- Хант (юг)
- Коллин (юго-запад)
- Грейсон (запад)

## Демография
По данным переписи населения 2000 года в округе проживало 31 242 жителей. Среди них 22,6 % составляли дети до 18 лет, 16,8 % люди возрастом более 65 лет. 46,8 % населения составляли женщины.
Национальный состав был следующим: 89,3 % белых, 7,6 % афроамериканцев, 1,2 % представителей коренных народов, 0,4 % азиатов, 8,2 % латиноамериканцев. 1,4 % населения являлись представителями двух или более рас.
Средний доход на душу населения в округе составлял $16066. 16,3 % населения имело доход ниже прожиточного минимума. Средний доход на домохозяйство составлял $41320.
Также 72,5 % взрослого населения имело законченное среднее образование, а 12,6 % имело высшее образование.